# 후타리노로켓
두 사람의 로켓(일본어: 二人のロケット 후타리노로켓토[*])는 GARNET CROW의 세 번째 싱글이다. 2000년 5월 17일 GIZA studio에서 발매되었다. 전작인 〈너의 집에 도착할 때까지 계속 달려가〉와 다르게 인디 앨범인 〈first kaleidscope 〜너의 집에 도착할 때까지 계속 달려가〜〉의 수록곡을 재편곡 없이 싱글로 발표했다. GARNET CROW의 첫 앨범인 〈first soundscope 〜물이 없는 맑게 개인 바다에〜〉에는 재레코딩 되어 수록되었다.

## 수록곡
1. 두 사람의 로켓
2. 미완성 된 음색 (일본어: 未完成な音色)
3. 두 사람의 로켓 〜cool smooth ver.〜
4. 두 사람의 로켓 〜instrumental〜

## 차트 성적
- 최고순위 47위 (오리콘)